# Pascal Dias
Pascal Dias (Messy, 10 febbraio 1976) è un ex calciatore francese, di ruolo attaccante.

## Carriera

### Club
Dias cominciò la carriera con la maglia della squadra riserve del Lens. Passò poi allo Charleville, prima di firmare per i belgi del Mons. Passò poi al Lokeren, allo Standard Liegi, allo Charleroi e a La Louvière. Si accordò in seguito con gli svedesi del Väsby. Chiuse la carriera allo Ørn-Horten.